# Àhmad al-Àraj
Abu-l-Abbàs Àhmad al-Àraj (1486 -1557) fou caid del Sus i del Marroc, fill de Muhàmmad al-Qàïm al que va succeir als territoris al nord de la serralada de l'Atles el 1517.
El 1511 fou nomenat governador del Sus i jurat com a hereu el 1512. El 1517 va succeir al seu pare i va lluitar contra els cristians a Talmest i Safi expulsant-los d'alguns punts de la costa on s'havien establert (Azemmur i Asila) sense oferir resistència però van retornar al cap de poc i els musulmans que havien quedat a Azemmur foren fets presoners; alguns van haver de ser alliberats mitjançant rescat. Els Banu Hintata se li van sotmetre i després van ser els wattàsides, i finalment va entrar a Marràqueix el 1524. L'emir wattàsida Muhammad al-Bortuqali, que residia a Fes, no va fer res, però el seu fill Ahmed, pressionat pels caps religiosos, va reunir l'exèrcit i va marxar a la ciutat però va haver de retornar poc després de començar el setge, a causa d'una revolta d'un cosí a Fes. El 1526 Ahmed ibn Muhammad va retornar a la regió de Marràqueix, arribant a la regió de Tadela a la frontera, on es va lliurar batalla (juliol de 1529) però després d'aquesta es va acordar la pau. Un tercer atac es va produir el 1536; les dues parts es van trobar a Bu Uqba i la victòria fou per Ahmad al-Araj (28 de juliol de 1536). Sota pressió de diversos notables es va acordar el repartiment del territori quedant per Ahmad de Tadela cap al sud.
Fins aleshores els germans Ahmad i Mahammad havien anat a raca. El segon estava nominalment subjecte al primer (i ambdós foren vassalls wattàsides fins al 1524), però el repartiment del botí trobat a Funti (a la platja de la moderna Agadir) conquerira per Mahammad l'11 de març de 1541, va provocar un conflicte entre els dos, i uns mesos després de la conquesta de Funti, Ahmad va atacar a Mahammad al que va derrotar. El vençut es va esforçar en la venjança i el 1544 va aconseguir apoderar-se de Marràqueix. Ahmad fou fet presoner i enviat al Tafilelt amb la seva família, i una pensió, tractat amb alta consideració i amb rang de sobirà però nominal sense cap poder, i del qual Mahammad restava un teòric vassall. El seu fill Zaydan ibn Abu l-Abbas hauria estat jurat a Sigilmasa com a hereu, però va morir el 1553 abans que el seu pare.
Assassinat Mahammad per sicaris turcs el 23 d'octubre de 1557, el governador Ali ibn Abu Bakr al-Azikki va córrer a fer matar al-Araj i a tots els seus fills i fills de qualsevol edat, per evitar que el fill de Mahammad, Abu Muhammad Abd Allah al-Ghalib Billah, que estava absent governant Fes com a delegat del pare, fos eliminat de la successió. La seva mort s'hauria produït el 26 d'octubre de 1557.